# 나영 (2004년)
나영(본명: 김나영, 2004년 9월 29일~)은 대한민국의 가수이다

## 생애

### 어린 시절
2004년 10월 6일 전라남도 순천시에 태어났다.

### 트로트 활동

#### 중학생 시절
2019년 골든마이크에서 참가하였는데 홍진영이 부르는 곡은 잘가라 노래 불렀지만 탈락하였다.

#### 고등학생 시절
2021년에 싱글 음반 《버스》로 정식 데뷔했다.
현재 트롯 음악 걸 그룹 《플러스T》의 구성원이 되었다.

#### 대학생 시절
2024년 미스트롯3에서 최종 10위를 차지되었다.
2024년 5월 20일 미스쓰리랑 월요일 방송을 시작되었다.
2024년 11월 16일 미스쓰리랑 토요일 예능 방송 시작되었다.
2025년 4월 2일 미스쓰리랑 수요일 예능 방송 종료되었다.
2025년 4월 16일 트롯 올스타전 수요일 밤에 수요일 예능 방송 시작되었다.

## 방송
- 2018년 KBS1 《전국노래자랑》 - 곡성편 인기상
- 2019년 KNN 《K트롯 서바이벌 골든마이크》 - Top54 (34위)
- 2019년 KBS2 《부르면 복이 와요, 달리는 노래방》
- 2019년 KBS1 《노래가 좋아》 - 2승
- 2020년 MBC 《편애중계》
- 2022년 KBS1 《아침마당》
- 2022년 실버아이 《콘테스트M2》 - 대상
- 2023년 TV조선 《미스트롯3》 - 5위
- 2024년 TV조선 《미스쓰리랑》

## 음반
- 버스 (2021년)
- 정답 (2022년)
- 99881234 (2024년)

## 수상 내역
- 베스트가요쇼 신인상 (2021)
- 벌교 꼬막 축제 대상

## 여담
- 선천적으로 오른쪽 귀가 들리지 않는 청각 장애가 있다고 미스트롯3에서 사연을 공개하고 방송에서 밝혔다. 그전에는 장애 사실을 밝히지 않았으며 장애 등급 신청은 하지 않았다.